# World Policy Conference
Die World Policy Conference (WPC) ist eine jährliche Konferenz über Weltführung, die 2008 von Thierry de Montbrial gegründet wurde.

## Geschichte
Im Jahr 2008 wurde die Konferenz vom Ifri, auf Initiative seines Präsidenten und Gründers Thierry de Montbrial gegründet. Montbrial ist ein französischer Wirtschaftsprofessor, Ingenieur, Mitherausgeber verschiedener Medien aus dem Mitte-Rechts-Spektrum, Mitglied mehrerer wissenschaftlicher Akademien und seit 1976 Mitglied des Leitungskomitees der Bilderberg-Konferenz. Er arbeitete in verschiedenen Funktionen an strategischen Studien im Auftrag von französischen Regierungsgremien und internationalen Nichtregierungsorganisationen.
Die World Policy Conference beansprucht, die Entwicklung einer Organisation zur Weltführung zu fördern. Eine neue Form der Weltführung, die Entscheidungsträger, Experten und Meinungsführer auf hohem Niveau versammelt, soll sich an die Herausforderungen des 21. Jahrhunderts anpassen.
Die World Policy Conference ist eine unabhängige Organisation mit dem Ziel der Verbesserung aller Regierungsformen und der Förderung einer offeneren, wohlhabenderen, faireren und respektvolleren Welt gegenüber der Vielfalt von Staaten und Nationen.
Die jährliche Versammlung, an der politische und wirtschaftliche Führer, Diplomaten, Zivilgesellschaftsvertreter, Experten und Journalisten aus der ganzen Welt versammelt sind, debattiert über konstruktive Lösungen wichtiger internationaler oder regionaler Herausforderungen in einer Vertrauens- und Toleranzatmosphäre.
Die erste Konferenz fand in Evian (Frankreich) vom 6. bis 8. November 2008 statt.

## Grundlage der Konferenz
Die World Policy Conference wurde auf der Grundlage dreier Hauptprinzipien gegründet.
- Die Existenz von Globalisierung: Die World Policy Conference fügt sich in den Rahmen der Globalisierung und wachsender Abhängigkeit zwischen den Staaten auf politischer, wirtschaftlicher oder Umweltebene. In der ersten Fassung 2008 befasste sich die WPC mit der Finanzkrise, die erst in den Vereinigten Staaten ausbrach und seitdem keinen Kontinent ausgelassen hat.
- Internationale Beziehungen sind immer noch auf Beziehungen zwischen den Staaten fokussiert: Trotz der Globalisierungsphänomene organisiert sich die Welt immer noch nach politischen Einheiten, folglich Staaten. Staaten sind durch ein Territorium, einer Bevölkerung und einer Regierung charakterisiert. Sie teilen eine gemeinsame Kultur, gemeinsame Werte, Institutionen und besitzen abgesteckte Grenzen.
- Der Aufbau eines neuen internationalen Systems – oder seiner Regierung – betrifft nicht nur die Staaten: Um eine gute Weltführung zu sichern, müssen sich die Staaten reformieren und zusammenarbeiten. Aber sie können nicht die einzigen sein, die in diese Richtung gehen. NRO und Think Tanks wie das Ifri sollen an diesem Prozess teilnehmen. Jedem Mitglied sollte erlaubt werden, seine eigene Meinung zu äußern und die Wahl durch den richtigen Entscheidungsprozess zu beeinflussen. Letztendlich müssen sich sowohl Weltinstitutionen (UNO) als auch regionale (Afrikanische Union, Arabische Liga) und spezialisierte Institutionen (IWF, Weltbank, Internationale Energieagentur, Weltgesundheitsorganisation) an die neue Ordnung anpassen und angemessene Lösungen finden.

## Arbeitsweise
Die drei Versammlungsformate – das heißt die Plenartagungen, die Workshops und Mittag- oder Abendessendebatten – fördern konstruktive Interaktionen auf hohem Niveau zwischen der Privatwirtschaft und dem öffentlichen Bereich.
Das Ziel der Konferenz ist es, öffentliche Debatten voranzutreiben. Während einer Plenartagung hat jeder Teilnehmer das gleiche Recht, das Wort zu ergreifen, egal wie einflussreich sein Land ist.
Jeder Teilnehmer ist einzeln nach verschiedenen Kriterien wie regionalen, funktionalen oder medienbezogenen Faktoren ausgewählt. Um konstruktive Debatten zu ermöglichen, wird die Teilnehmerzahl begrenzt. Jeder Teilnehmer kann sich ungezwungen und frei äußern. Auf diese Weise soll ein informeller Austausch auf hohem Niveau gesichert werden.

### Papierformat
Für jede Auflage der Konferenz wird ein Bericht mit den Hauptredebeiträgen veröffentlicht. Er stellt die Profile aller Teilnehmer und aller Partner vor. Die Konferenzhöhepunkte werden mit vielen Bildern illustriert. Jedes Jahr werden einige tausend Exemplare des Berichts in Englisch und Französisch weltweit verteilt. Er kann auch als PDF-Datei von der WPC Website heruntergeladen werden.

### Elektronisches Format
Die WPC-Website stellt nicht nur das Material früherer Konferenzen zur Verfügung, sondern auch Informationen bezüglich der kommenden Konferenz.
1. WPC TV: Das WPC TV stellt Interviews und Erklärungen der Teilnehmer zur Verfügung.
2. Konferenzberichte: Nach jeder Konferenz werden die Debatten im digitalen Format veröffentlicht. Die gesamten Redebeiträge sind auf Video und in Textformat verfügbar.

### Soziale Netzwerke
Das WPC kann auf Twitter, Facebook, Flickr, Pearltrees und Pinterest verfolgt werden. Zudem wird der gesamte Inhalt der Konferenz in Videoformat gespeichert und ist auf YouTube verfügbar.

## Gäste
Die World Policy Conference versammelt jedes Jahr politische, wirtschaftliche und soziale Entscheider: Staats- und Regierungschefs, Minister, Gesetzgeber, Botschafter, Unternehmer, Experten, Journalisten oder NRO-Mitglieder. Unter den Gästen der bisherigen Konferenzen waren:
- Masood Ahmed (Leiter der Nahost- und Mittelasienabteilung des IWF)
- Martti Ahtisaari (ehemaliger Präsident Finnlands)[13]
- Khalid Bin Mohammed Al Attiyah (damaliger Außenminister von Katar)
- Cheikh Mohammed bin Abdulrahman bin Jassim Al-Thani (Außenminister des Staats Katar)
- Fürst Turki Al-Faisal (Vorsitzender des Zentrums für Forschung und islamische Studien des Königs Faysal)[14][15][16][17]
- Yukiya Amano (Generaldirektor der Internationalen Atomenergieagentur)[18]
- Youssef Amrani (Mitglied des königlichen Kabinetts von Marokko)[19]
- Yutaka Aso (Generaldirektor der Aso Group)[20]
- Robert Badinter (ehemaliger Justizminister, Siegelbewahrer, Frankreich)[21]
- Bertrand Badré (damaliger Generaldirektor und Finanzdirektor der Weltbank-Gruppe)[22]
- Ban Ki-moon (Generalsekretär der Vereinten Nationen)[23][24]
- Ehud Barak (ehemaliger Regierungschef von Israel)[13][25][26]
- Marek Belka (Präsident der Zentralbank von Polen)[27]
- Charles-Edouard Bouée (CEO, Roland Berger Strategy Consultants)[28]
- Christian Bréchot (Vorsitzender des Instituts Pasteur)[29]
- Didier Burkhalter (Bundespräsident der Schweizerischen Eidgenossenschaft, Leiter des Eidgenössischen Departements für auswärtige Angelegenheiten EDA)[30]
- Korn Chatikavanij (ehemaliger Finanzminister von Thailand)
- José Angel Cordova Villalobos (damaliger Gesundheitsminister von Mexiko)[31]
- Nelson Cunningham (Vorsitzender, McLarty Associates)[32]
- Kemal Dervis (stellvertretender Vorsitzender der Brookings Institution, verantwortlich für die Weltökonomieabteilung und ehemaliger Wirtschaftsminister der Türkei)[33]
- Bozidar Djelic (Teilhaber und verantwortlich für Mittel- und Osteuropa, Lazard und ehemaliger stellvertretender Regierungschef von Serbien)[34]
- Heinz Fischer (ehemaliger Präsident der Republik Österreich)[35]
- Fu Ying (damalige stellvertretende Außenministerin der Volksrepublik von China)[36]
- Robert Gates (ehemaliger Verteidigungsminister der Vereinigten Staaten)[37][38]
- Elisabeth Guigou (Leiterin der Kommission, Nationalversammlung, Frankreich)[39]
- Abdullah Gül (damaliger Präsident der Republik von Türkei)[40][41]
- Angel Gurría (Generalsekretär des OECD)[42]
- Richard Haass (Vorsitzender des Council on Foreign Relations (CFR))[43]
- Han Seung-soo (ehemaliger Regierungschef der Republik Koreas)[44][45]
- Maria van der Hoeven (damalige Exekutivdirektorin der Internationale Energieagentur)
- Jaap de Hoop Scheffer (damaliger Generalsekretär des NATO)[46]
- Mo Ibrahim (Gründer und Präsident, Mo Ibrahim Foundation)
- Toomas Hendrik Ilves (Präsident von Estland)[13]
- Mugur Isarescu (Gouverneur der Zentralbank von Rumänien)[47]
- Vuk Jeremic (Vorsitzender des Zentrums für internationale Beziehungen und nachhaltige Entwicklung (CIRSD))[48]
- Mari Kiviniemi (stellvertretende Generalsekretärin des OECD)[49]
- Haïm Korsia (Oberrabbiner Frankreichs)[50]
- Haruhiko Kuroda (Gouverneur der Zentralbank Japans)[51]
- Bruno Lafont (Co-Vorsitzender, LafargeHolcim)[52]
- Pascal Lamy (ehemaliger Generalsekretär des WTO)[53]
- John Lipsky (Senior Fellow, Foreign Policy Institute, Johns Hopkins University’s Paul H. Nitze School of Advanced International Studies (SAIS), ehemaliger erster stellvertretender Generaldirektor für IWF)[54]
- Pauline Marois (damalige Regierungschefin des Quebec)[55]
- Dmitri Medwedew (damaliger Präsident der russischen Föderation)[56]
- SD Fürst Albert II. (regierender Fürst von Monaco)[57]
- Mario Monti (ehemaliger Ministerpräsident Italiens)[58]
- Miguel Angel Moratinos (ehemaliger Außenminister von Spanien)[59]
- Igor V. Morgulov (stellvertretender Außenminister der russischen Föderation)
- Amr Moussa (damaliger Generalsekretär der Arabischen Liga)[60]
- Joseph Nye (Professor der Kennedy School of Government von Harvard)[61]
- Raila Amolo Odinga (damaliger Regierungschef Kenias)[13]
- Arkebe Oqubay (Minister und Berater des Regierungschefs von Äthiopien)[62]
- Patrick Pouyanné (Generaldirektor und Vorsitzender des Exekutiv-Komitees, Total)[63]
- Alassane Ouattara (Präsident der Republik Côte d’Ivoire)[64]
- Park Geun-hye (Präsidentin der Republik von Korea)[65][66]
- Didier Reynders (stellvertretender Regierungschef und Minister für Außenhandel und Europäische Angelegenheiten von Belgien)[67]
- Mary Robinson (ehemalige Präsidentin der Republik von Irland)[68]
- Jin Roy Ryu (CEO der Poongsan Gruppe)[69]
- Nicolas Sarkozy (damaliger Präsident der Republik Frankreichs)
- Boris Tadić (damaliger Präsident der Republik Serbiens)[13]
- Nobuo Tanaka (ehemaliger Exekutivdirektor der Internationale Energieagentur)[70]
- Mostafa Terrab (CEO, OCP)[71]
- Jean-Claude Trichet (ehemaliger Präsident der EZB)[72]
- Hubert Védrine (ehemaliger Außenminister Frankreichs)[73]
- Wang Jisi (Präsident des Instituts für internationale strategische Studien, Peking-Universität)
- Lionel Zinsou (ehemaliger Regierungschef Benins)[74]

## Fassungen der WPC
Normalerweise findet die Konferenz am Ende des Jahres statt. Die folgende Tabelle verzeichnet die bisherigen Konferenzen:
| Fassung                     | Ort                 | Datum                   |
| --------------------------- | ------------------- | ----------------------- |
| Erste Konferenz             | Evian, Frankreich   | 6. – 8. Okt. 2008       |
| Zweite Konferenz            | Marrakesch, Marokko | 30. Okt. – 1. Nov. 2009 |
| Dritte Konferenz            | Marrakesch, Marokko | 15. – 18. Okt. 2010     |
| Vierte Konferenz            | Wien, Österreich    | 9. – 11. Dez. 2011      |
| Fünfte Konferenz            | Cannes, Frankreich  | 7. – 10. Dez. 2012      |
| Sechste Konferenz           | Monaco              | 13. – 15. Dez. 2013     |
| Siebte Konferenz            | Seoul, Korea        | 8. – 10. Dez. 2014      |
| Achte Konferenz             | Montreux, Schweiz   | 20. – 22. Nov. 2015     |
| Neunte (kommende) Konferenz | Doha, Katar         | 20. – 22. Nov. 2016     |
| Zehnte Konferenz            | Marrakesch, Marokko | 3. – 5. Nov. 2017       |